# Al Ahly Sporting Club (féminines)
Pour les articles homonymes, voir Al Ahly.
Ne doit pas être confondu avec Al-Ahli Football Club (féminines).
Maillots
La section féminine de football du Al Ahly SC est un club féminin égyptien de football basé au Caire.

## Histoire
À partir de la saison 2024-2025, la CAF annonce que les clubs doivent avoir une section féminine pour pouvoir participer aux compétitions africaines. Al Ahly investit alors dans sa section féminine, qui est inscrite pour la première fois en première division égyptienne. L'ancien joueur d'Al Ahly Shady Mohamed est nommé directeur sportif. Il recrute le Français Dimitri Lipoff, qui s'occupait de l'équipe du Maroc féminine des moins de 20 ans, au poste d'entraîneur. L'ancienne internationale algérienne Hakima Boucetta, qui entraînait Al-Amal en Arabie saoudite, devient entraîneure adjointe. Le poste de responsable de la performance est confié à Max Altenhoven.
Le club recrute principalement des joueuses égyptiennes évoluant en Égypte et en Arabie saoudite. La première joueuse étrangère est l'Américaine Mia Darden. Elle est rejointe par l'internationale serbe Aleksandra Đorđević,.
Pour le premier match de la saison, Al Ahly se déplace sur le terrain de Zamalek pour le premier derby cairote féminin. Grâce à un doublé de la Nigériane Charity Reuben, le club remporte sa première victoire 2-1.
Pour sa première participation à la coupe d'Égypte, le club remporte le trophée en battant Wadi Degla en finale au bout des prolongations (1-0).

## Palmarès
Coupe d'Égypte (1) :
- Vainqueur en 2025